# General Levy
General Levy, född Paul Scott Levy 28 maj 1971 i Park Royal i London i England, är en engelsk sångtextförfattare, sångare och DJ.
General Levy har Sverigekoppling genom hans singel på "Voom Voom Riddim", inspelad och mixad i Sverige av Soundism och utgiven av Topaz Records.

## Diskografi
Singlar (urval)
- "Monkey Man" (1993) (UK #75)
- "Incredible" (1994) (UK #39) †
- "Incredible" (1994) (remix) (UK #8) †
- "Shake (What Ya Mama Gave Ya)" (2004) (UK #51) ‡
- "Bring It On" (Dancehall Party Riddim) (2007) ¶
- "Blaze the fire" (2012) – Danny Byrd feat. General Levy
- "Pull Up" (2014) – Sticky feat. General Levy
- "Move" (2017) - General Levy Ft. Toni Toolz
- "Flex" (2018) - Fedde Le Grand & Funk Machine feat. General Levy
- "Are You Ready" (2018) Spragga Benz feat. General Levy
- "Heater" (2018) Chase & Status feat. General Levy

† Angiven "M-Beat featuring General Levy"

‡ Angiven "General Levy vs Zeus featuring Bally Jagpal"

¶ Angiven "Ragga Meridional Crew"

### Fotnoter
1. ↑  Roberts, David (2006). British Hit Singles & Albums (19th). London: Guinness World Records Limited. sid. 224. ISBN 1-904994-10-5